# Federico Casagrande

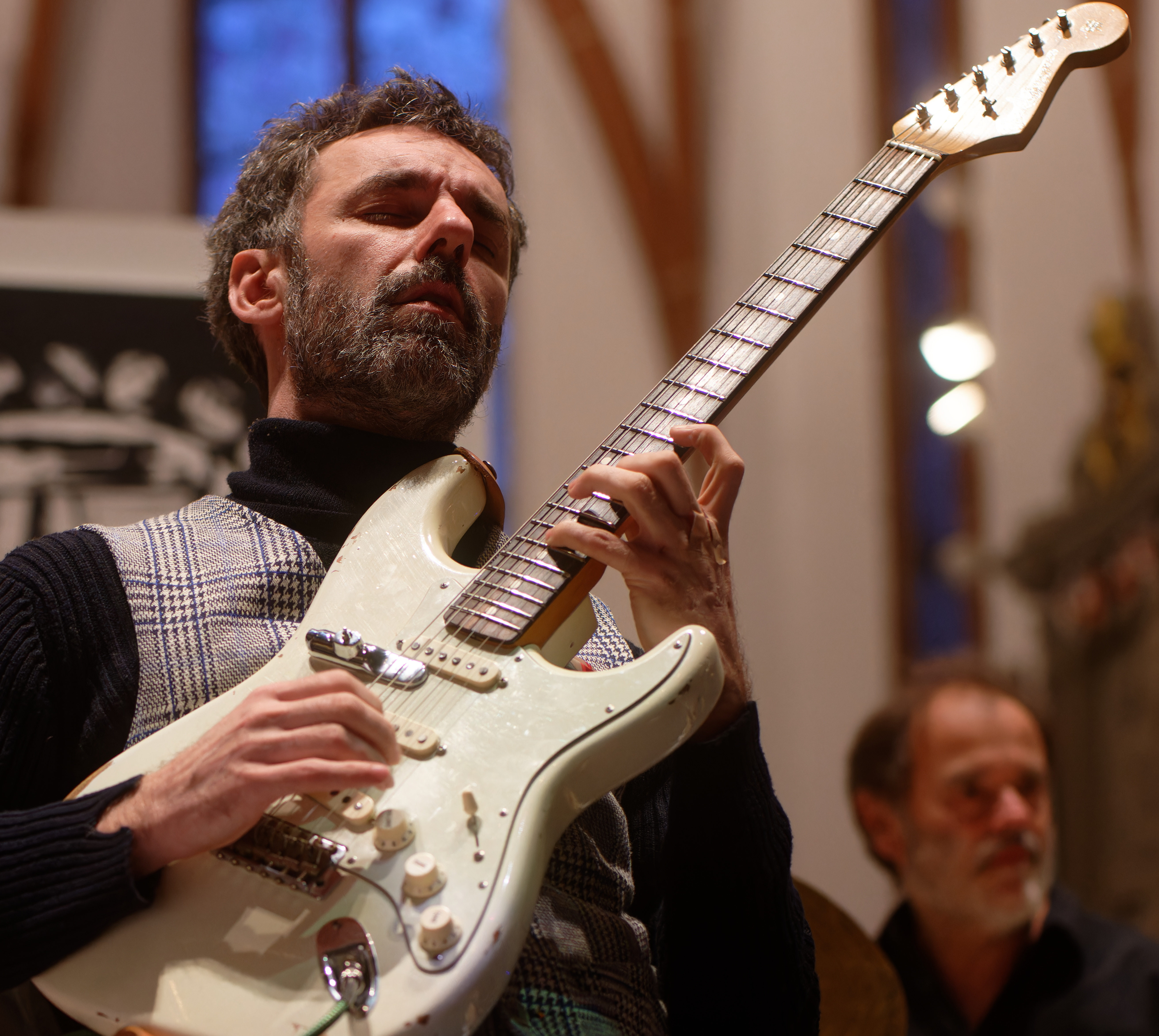
Frederico Casagrande März 2023 in der Stadtkirche Darmstadt

Federico Casagrande (* 27. Februar 1980 in Treviso) ist ein italienischer Jazzmusiker (Gitarre, Komposition).

## Leben und Wirken
Casagrande erhielt zunächst klassischen Musikunterricht. Nachdem er 2003 zum Studium nach Boston gezogen war, machte er 2006 seinen Abschluss am Berklee College of Music mit Auszeichnung. Er studierte bei Giampaolo Gobbo, Sandro Gibellini, Tommaso Lama, David Tronzo, Mick Goodrick, Rick Peckham, Greg Hopkins, Jeff Galindo, Garrison Fewell, Dave Santoro, Hal Crook und Ed Tomassi.
2007 gewann Casagrande den ersten Preis beim Gitarrenwettbewerb des Montreux Jazz Festivals. Bisher hat er 15 Alben als Leader oder Co-Leader veröffentlicht. Er lebt heute in Paris, wo er mit Christophe Panzani The Drops leitete, mit der drei Alben vorlegte. Er hatte auch ein Duo mit dem in London lebenden Trompeter Fulvio Sigurtà, das später mit Steve Swallow zum Trio erweitert wurde, und ein Quartett mit dem Vibraphonisten Jeffery Davis. Er gehörte zum Blazin’ Quartet um Srđan Ivanović, trat auch solo und im Duo mit der österreichischen Sängerin Maria Christina (Morinig Swim) auf. Seit 2019 spielt er im Quartett der Saxophonistin Alexandra Lehmler.

## Diskographische Hinweise
- Sigurtà, Casagrande: Conversations (Impossible Ark, 2009)
- Marco Buccelli, Federico Casagrande: Hypercube – Le cose grandi e le cose piccole (Punto Rojo 2011)
- The Ancient Battle of the Invisible (CAM Jazz, 2012, mit Simon Tailleu, Gautier Garrigue, Jeffery Davis)
- At the End of the Day (CAM Jazz, 2015, mit Michele Rabbia, Vincent Peirani, Vincent Courtois)[3]
- Enrico Pieranunzi / Federico Casagrande Double Circle (CAM Jazz, 2015)[4]
- Fast Forward (CAM Jazz, 2017, mit Joe Sanders, Ziv Ravitz)
- Francesco Bearzatti, Federico Casagrande: Lost Songs: Live At Abbazia di Rosazzo Winery (CAM Jazz, 2018)